# 18 regali
18 regali è un film italiano del 2020 diretto da Francesco Amato, ispirato alla vera storia di Elisa Girotto e alla cui sceneggiatura ha collaborato Alessio Vicenzotto, marito di Elisa.

## Trama
Estate 2001. La trentacinquenne Elisa muore per un tumore al seno, lasciando il marito Alessio e la figlia Anna appena nata. Prima della sua dipartita, ha provveduto a scrivere una lista di regali di compleanno per la bambina, nella speranza di poterle restare accanto postuma, fino alla sua maggiore età.
Con gli anni, la giovanissima Anna avverte un crescente disagio. Un regalo non sembra poter colmare il vuoto lasciato dalla madre, un'assenza che la spinge a ribellarsi, arrivando a disertare il suo diciottesimo compleanno e fuggire di casa, fino a quando viene investita da un'auto.
Quando la ragazza riprende i sensi scopre che il conducente della vettura è sua madre incinta di lei, scoprendo di essere tornata indietro nel tempo fino a maggio 2001. Le due piano piano stanno iniziando a instaurare un bel rapporto di amicizia anche se Anna le dice parecchie bugie. Così Elisa decide di dare un lavoretto ad Anna ovvero quello di aiutarla a scegliere i regali (per lei) dato che sa che non potrà passare tutti i compleanni insieme alla figlia. All'ultimo regalo Elisa scopre che Anna è sua figlia e ne rimane scioccata, al punto di svenire di fronte a quest'ultima. Quando poi Elisa si risveglia prende la decisione di scrivere una lettera ad Anna prima che muoia.
Anna si risveglia nell'ospedale dove era stata ricoverata a causa dell'incidente con l'auto e chiede scusa al padre per essere stata esagerata. Anna e il padre tornano a casa e quest'ultima legge la lettera della madre e apre il regalo. Poi scende giù per festeggiare il suo 18º compleanno. Alla fine Anna si rende conto di aver fatto un viaggio nel tempo vedendo il suo rapporto tra lei e i genitori.

## Promozione
Il trailer è stato distribuito online l'11 dicembre 2019.

## Distribuzione
Il film è stato distribuito nei cinema italiani il 2 gennaio 2020. È stato poi distribuito in tutto il mondo sulla piattaforma online Netflix (che l'ha acquistato da True Colors) l'8 maggio 2020. Ha ottenuto distribuzione cinematografica solamente in Italia, è stato però successivamente diffuso all’estero proprio tramite Netflix.
In Italia ha incassato 3,1 milioni di euro.

## Riconoscimenti
- 2021 - David di Donatello
  - Vincitore David Giovani
  - Candidatura alla Migliore attrice protagonista a Vittoria Puccini
  - Candidatura alla Migliore attrice non protagonista a Benedetta Porcaroli
- 2020 - Nastro d'argento[4]
  - Candidatura alla miglior attrice non protagonista a Benedetta Porcaroli
  - Candidatura al miglior montaggio a Claudio Di Mauro